# 日本電線工業会
一般社団法人日本電線工業会（にほんでんせんこうぎょうかい、英文名称: The Japanese Electric Wire & Cable Makers' Association）は、日本の電線製造事業者による旧経済産業省所管の業界団体である。

## 概要
- 本部所在地 - 〒104-0045 東京都中央区築地1-12-22
- 会長 - 大橋一彦（株式会社フジクラ 代表取締役会長）
- 会員 - 正会員127社・1団体、賛助会員18社・3団体（平成21年6月4日現在）
- 沿革
  - 1948年 - 設立
  - 1957年 - 社団法人に組織変更
- 事業内容 - 電線製造事業に関する調査・広報、規格の制定、環境保全に関する活動。近年では住友電工大阪製作所（大阪市此花区）から住友電工産業電線宇都宮工場（栃木県宇都宮市）への銅伸線輸送と古河電工日光事業所（栃木県日光市）から同社大阪事業所（兵庫県尼崎市）への伸銅品輸送を、トラックから鉄道コンテナの往復利用に切り替えるモーダルシフトの取り組みを進めている。